# Mirebalais
Mirebalais (en criollo haitiano Mibalè) es una comuna de Haití que está situada en el distrito de Mirebalais, del departamento de Centro.

## Secciones
Está formado por las secciones de:
- Gascogne
- Sarazin
- Boucan (también denominada Des Crochus)
- Crête Brûlée (que abarca la villa de Mirebalais)

## Demografía
| Gráfica de evolución demográfica de Mirebalais entre 2009 y 2015 |
|                                                                  |

Los datos demográficos contemplados en este gráfico de la comuna de Mirebalais son estimaciones que se han cogido de 2009 a 2015 de la página del Instituto Haitiano de Estadística e Informática (IHSI). 